# ONE National Gay & Lesbian Archiv

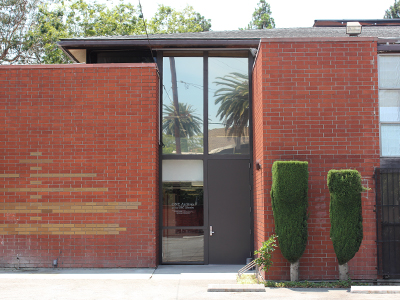
ONE National Gay & Lesbian Archives, USC Libraries, 909 West Adams Boulevard, Los Angeles (2013)

ONE National Gay & Lesbian Archiv ist ein US-amerikanisches Archiv und Museum.
Das ONE National Gay & Lesbian Archiv enthält weltweit die größte Sammlung an LGBT-Dokumenten. Über 30.000 Dokumente sind in der Bibliothek aufbewahrt und über 2.000.000 Gegenstände mit Bezug zu LGBT-Themen sind in der Sammlung vertreten. Das Museum befindet sich in Los Angeles, in der Nähe des Campus der University of Southern California. Eine kleine Galerie mit Bezug zur Geschichte der Homosexualität ist dem Museum angeschlossen und befindet sich in West Hollywood. Während der regulären Geschäftszeiten kann das Archiv besucht werden.
Das Archiv geht in seinen Ursprüngen auf ONE, Inc., eine der ersten LGBT-Organisationen in den Vereinigten Staaten zurück. Die Organisation wurde 1952 von Dorr Legg und Don Slater gegründet, die gemeinsam das periodisch erschienene LGBT-Magazin ONE Magazine herausgaben. In den 1990er Jahren wurde das Archiv dieser Organisation mit dem Archiv des Autors Jim Kepner fusioniert.